# 天元术
天元术是中国古代的代数学方法之一种，是中国古代建立高次方程的方法。1248年，金代数学家李冶在其著作《测圆海镜》、《益古演段》，以及元代数学家朱世杰的《算学启蒙下卷》《四元玉鉴》，都系统地介绍了用天元术建立二次方程。元代数学家王恂也广泛使用天元术解高次方程。例如在授时历中“问半弧背一度下，黄赤道矢弧若干”一题，王恂用天元术建立和求解四次多项式方程 {\displaystyle x^{4}+(14823.0624+243.50)x^{2}-1804707.859375x+14823.0625=0}
其中“天元”相当于现在的未知数，“立天元一为某某”相当于现代数学中的“设某某为{\displaystyle x}”，用天、地表示方程的正次幂和负次幂，根据问题设未知数，列出两个相等的多项式，进行多项式运算，最后列出有待求解的方程。

## 历史

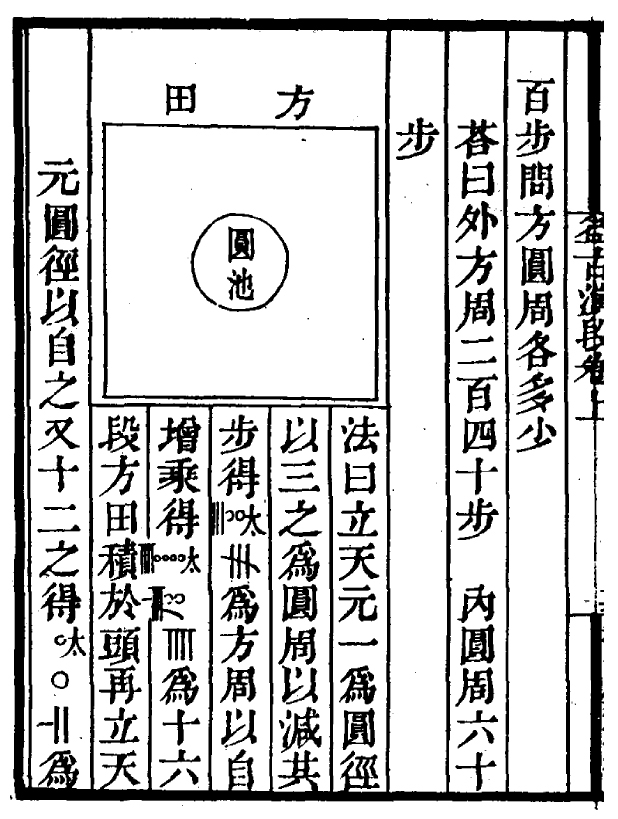
李冶《益古演段》中的天元术

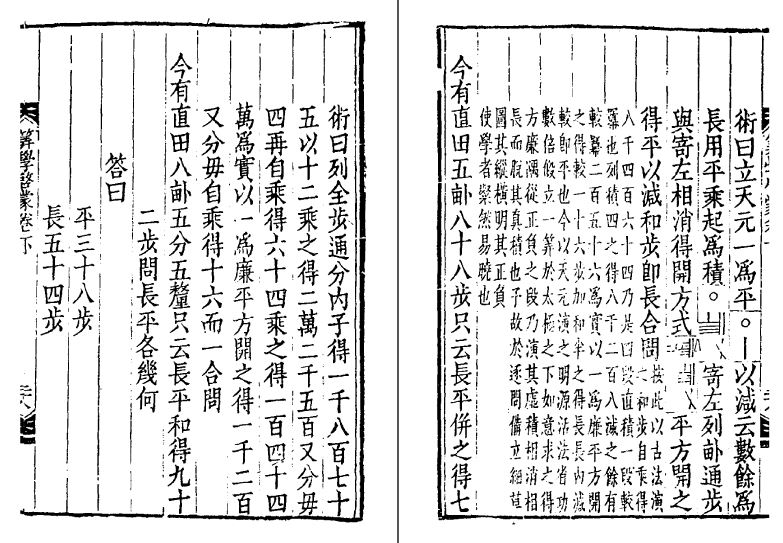
朱世杰《算学启蒙》中的天元术

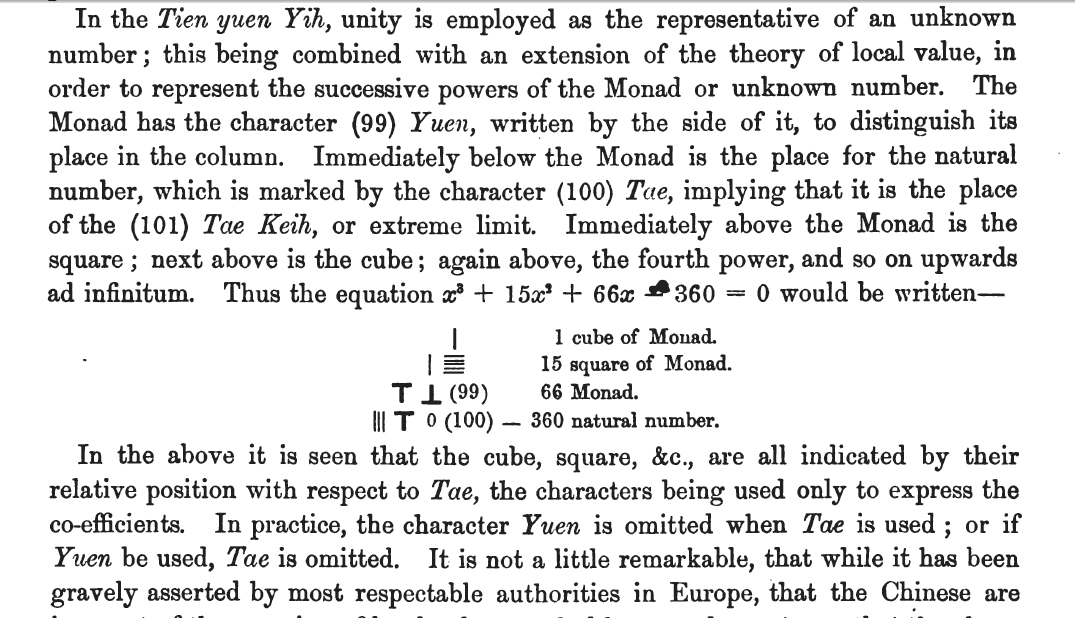
伟烈亚力《中国数学科学札记》论天元术

在中国数学史上最早创立天元概念的是北宋平阳蒋周所著的《益古集》，随后有博陆李文一撰《照胆》，鹿泉石信道撰《钤经》，平水刘汝谐撰《如积释锁》，处州李思聪《洞渊九容》后人才知道有天元。
李冶在东平获得刘汝谐撰《如积释锁》，书中用十九个单字表示未知数的各个{\displaystyle x^{9}}至{\displaystyle x^{-9}}的幂：
仙、明、霄、汉、垒、层、高、上、天、人、地、下、低、减、落、逝、泉、暗、鬼；其中立天元在上。
后来有太原彭泽彦出，反其道而行，以天元在下。
《益古集》、《照胆》、《钤经》、《如积释锁》、《洞渊九容》等早期天元术著作今已失传。李冶在《测圆海镜》中使用天元在上的天元术。后来李冶又著《益古演段》，采用天元在下的次序。朱世杰《四元玉鉴》和《算学启蒙》卷下也采用天元在下的次序。

## 例子

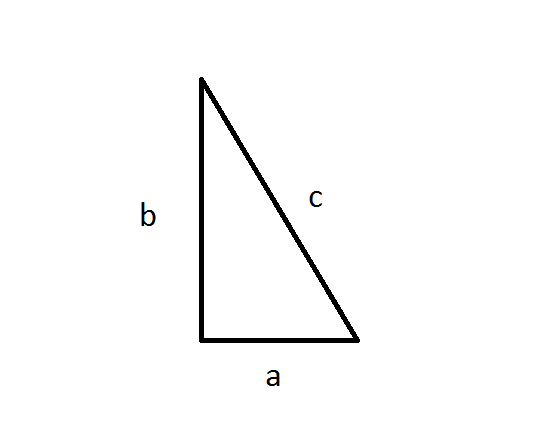
a 勾 b 股 c 弦

在天元术中，一次项系数旁记一“元”字（或在常数项旁记一“太”字）。
历史上有两种次序：
《测圆海镜》式
“元”以上的系数表示各正次幂，“元”以下的系数表示常数项和各负次幂）。
例：李冶《测圆海镜》第二卷第十四问方程：{\displaystyle -x^{2}-680x+96000=0}

元

《益古演段》式
“元”以下的系数表示各正次幂，“元”以上的系数表示常数和各负次幂
例一：
李冶《益古演段》卷中第三十六问中的方程={\displaystyle 3x^{2}+210x-20325} 用天元术表示为:
 太
    元（x）
                   （{\displaystyle x^{2}}项）
其中“太”是常数项，算筹 打斜线表示该项常数为负数。
“元”相当于未知数x
例二：
朱世杰《算学启蒙》下卷第四问
将代数方程
{\displaystyle (92-X)X-2052=0}
表示为天元方程：
例三：
朱世杰《四元玉鉴》《一气混元》
今有黄方乘直积得二十四步，只云股弦和九步，问勾几何？
答曰：三步。
草曰:立天元一为勾，
根据条件 黄方乘直积得二十四步
黄方：{\displaystyle (a+b-c)}
直积：{\displaystyle ab}
得  {\displaystyle (a+b-c)ab=24}
此外：股弦和九步
{\displaystyle b+c=9}
{\displaystyle x=a}(立天元一为勾)
由此得方程
{\displaystyle x^{5}-9x^{4}-81x^{3}+729x^{2}=3888}

 太

解之，得勾=3

## 天元术与阿拉伯代数之差异
天元术与阿拉伯代数虽功用相同，但方法迥异。天元术可解高次方程，阿拉伯代数只能解一次，二次方程。天元术解根只求正根，但阿拉伯代数解二次方程得二根。